# Ador (kommunhuvudort)
Ador är en kommunhuvudort i Spanien.   Den ligger i provinsen Província de València och regionen Valencia, i den östra delen av landet, 300 km sydost om huvudstaden Madrid. Ador ligger 85 meter över havet och antalet invånare är 1 346.
Terrängen runt Ador är huvudsakligen kuperad, men åt nordost är den platt. Runt Ador är det ganska tätbefolkat, med 166 invånare per kvadratkilometer. Närmaste större samhälle är Gandia, 6,4 km nordost om Ador. 